# Emigración durante el gobierno de Hugo Chávez
La Emigración durante el gobierno de Hugo Chávez involucró a muchos venezolanos, principalmente profesionales educados y de clase alta, que abandonaron Venezuela para vivir en otros países. Esta tendencia aumentaría durante el mandato de Chávez, culminando más tarde en la Crisis de refugiados venezolana. Desde el principio hasta el final del mandato de Chávez, la Universidad Central de Venezuela (UCV) estimó que 1,5 millones de venezolanos (entre cuatro y seis por ciento de la población total del país) habían emigrado.

## Historia

### Antecedente
La emigración venezolana da sus primeros inicios en 1983 luego del colapso de los precios del petróleo en el episodio conocido como el Viernes Negro, pero según expertos, «la salida, principalmente de profesionales, se ha acelerado bruscamente durante la Revolución bolivariana de Chávez».

### Elección de Chávez
En 1998, cuando Hugo Chávez fue elegido en las elecciones presidenciales de Venezuela de 1998, 14 venezolanos obtuvieron asilo en Estados Unidos; según los Servicios de Inmigración y Ciudadanía de Estados Unidos , a 1.086 venezolanos se les concedió asilo en el período de 12 meses que finalizó en septiembre de 1999. Los detractores de Chávez dijeron que estaban preocupados por su "historia de violencia" liderando el primer intento de golpe de Estado de Venezuela de 1992. Sus promesas de asignar más fondos a los empobrecidos también preocuparon a los venezolanos ricos y de clase media, lo que desencadenó la primera ola de emigrantes que huyeron de la Revolución bolivariana.

### Intento de golpe de Estado de 2002
Después del golpe de Estado en Venezuela de 2002 y años de tensión política tras el ascenso de Hugo Chávez al poder, Venezuela experimentó un aumento en la emigración. Un cable de mayo de 2002 de la embajada de Estados Unidos en Venezuela a agencias estadounidenses expresó asombro por el número de venezolanos que intentaban ingresar a Estados Unidos. Para junio de ese año, muchos venezolanos con familiares o vínculos con otros países habían emigrado; otros, que habían inmigrado a Venezuela, comenzaron a irse debido a la inestabilidad económica y política.

### Reelección de Chávez
Tras las elecciones presidenciales de Venezuela de 2006 y la reelección de Hugo Chávez, aumentaron las visitas a sitios web de emigración por parte de venezolanos; Las visitas a MeQuieroIr.com aumentaron de 20.000 en diciembre de 2006 a 30.000 en enero de 2007, y hubo un aumento del 700% en las solicitudes de visa de venezolanos en vivaenaustralia.com. En 2009, se estimó que más de 1 millón de venezolanos habían emigrado desde que Hugo Chávez llegó al poder.
Se ha afirmado que desde la presidencia de Hugo Chávez y la conformación de la Revolución Bolivariana ha ocurrido una emigración masiva, comparable a la elevada inmigración hacia Venezuela ocurrida en el siglo XX. De acuerdo con el Congreso Judío Latinoamericano, la comunidad judía de Venezuela tenía un estimado de 22.000 en 1999. En 2007, se informó de que la emigración se había traducido en un descenso de casi el 20% de los aproximadamente 20 000 miembros de la comunidad judía de Venezuela

## Causas
La promesa de Hugo Chávez de asignar más fondos a los empobrecidos preocupó a los venezolanos ricos y de clase media, lo que desencadenó la primera ola de emigrantes que huyeron del gobierno bolivariano. Más adelante en su mandato, Chávez se apoderaría de la propiedad privada y atacaría a sus oponentes políticos, provocando una mayor inquietud y, en última instancia, la emigración. En 2003 el desempleo se encontraba entre las razones que motivaban a los venezolanos a emigrar. A finales de marzo de 2003, el 42,5% de los venezolanos tenían deseos de abandonar el país, según encuesta de Datanálisis.
La directora del Instituto de Investigaciones Económicas y Sociales de la Universidad Católica Andrés Bello, Anitza Freítez, afirmó que durante la presidencia de Chávez, "las perspectivas de desarrollo individual y la seguridad individual" fueron las principales causas de la emigración de Venezuela.

## Elementos disuasivos
Muchos venezolanos se abstuvieron de emigrar durante la administración de Hugo Chávez, evitando un gran aumento de la tasa de emigración gracias a los elementos disuasorios. Aunque los venezolanos enfrentaron un mayor malestar más adelante durante el mandato de Chávez, también se les impidió salir del país debido a problemas económicos como la Gran Recesión y porque carecían de lugares de destino. Según el profesor Manuel Gómez de la Universidad Internacional de Florida, los venezolanos en ese momento "no estaban dispuestos a sacrificar su estatus social y profesional por una vida inferior", aunque esto cambiaría a medida que se intensificara la crisis en Venezuela.

## Efectos
La embajada de Estados Unidos en Caracas declaró en mayo de 2002 que la "fuga de trabajadores calificados podría tener un impacto significativo en el futuro de Venezuela". Este sentimiento también lo compartiría más tarde Newsweek, cuando la revista afirmó en 2009 que:
"la avalancha de capacidad intelectual venezolana está destruyendo universidades y think tanks, paralizando industrias y acelerando el desorden económico que amenaza con destruir uno de los países más ricos del hemisferio"
Y que "el mayor producto de exportación de la revolución bolivariana es el talento".  Para 2009, 9.000 científicos venezolanos residían en Estados Unidos mientras que 6.000 vivían en Venezuela y se estimaba que más de un millón de venezolanos habían emigrado en los primeros diez años en que Chávez fue presidente. Según la Universidad Central de Venezuela (UCV), se estima que 1,5 millones de venezolanos emigraron entre 1999 y 2014.

## Destinos

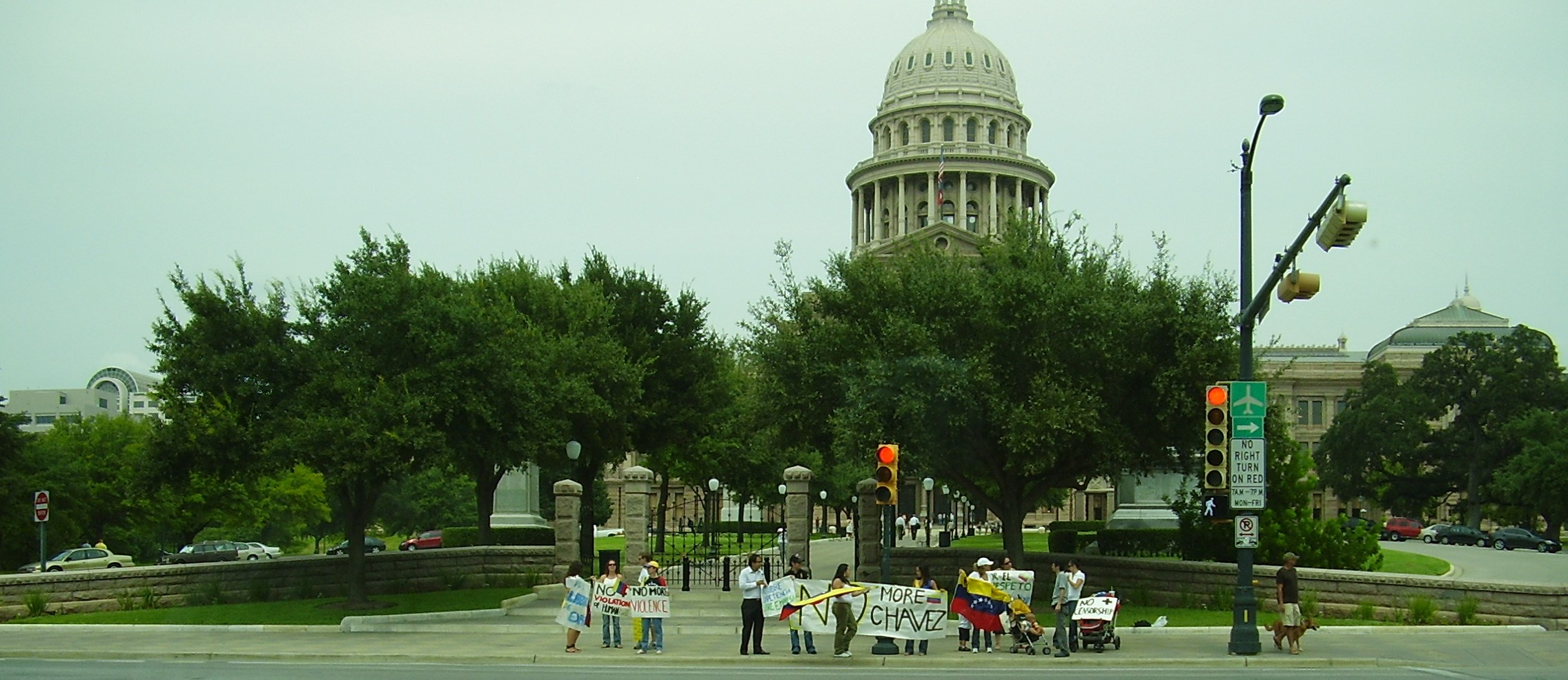
Manifestación contra Hugo Chávez al frente del Capitolio del estado de Texas.

Muchos de los venezolanos adinerados emigraron a Estados Unidos, eligiendo principalmente residir en Miami, Doral y Weston (Florida), mientras que otros decidieron establecerse en Panama City. Los profesionales petroleros venezolanos utilizaron su oficio para trabajar en las industrias petroleras canadienses.